# 奧氏印度無鰭鰩
奧氏印度無鰭鰩（学名：Indobatis ori），又稱奧氏無鰭鰩，為軟骨魚綱鰩目無鰭鰩科的一種。分布於西印度洋莫三比克外海及馬達加斯加海域，深度1000至1725公尺，本魚圓盤寬度是長度的0.9-1.1倍，外角呈圓形，呈極度凹陷的梨形至倒心形，皮膚平滑，吻部末端擴張為吻側葉，佔眶前吻部長度的9-12%，眶距窄，成年雄魚的上下體盤和尾部表面完全裸露，除了2行縱行翼刺外，尾部有2排側向的肉質管狀乳突，尾巴細長如鞭狀，表面顏色深灰褐色，腹面稍深，上顎有18-26齒排，體長可達42.9公分，棲息在大陸坡沙泥底質海域，成對出現，為深海底棲性魚類，屬肉食性，生活習性不明。